# سی‌سی‌جی‌اس گریفن
سی‌سی‌جی‌اس گریفن (به انگلیسی: CCGS Griffon) یک کشتی است که طول آن ۷۱٫۳۲ متر (۲۳۴ فوت ۰ اینچ) می‌باشد. این کشتی در سال ۱۹۷۰ ساخته شد.